# Diervilla lonicera
Diervilla lonicera là một loài thực vật có hoa trong họ Kim ngân. Loài này được Mill. mô tả khoa học đầu tiên năm 1768.

## Hình ảnh

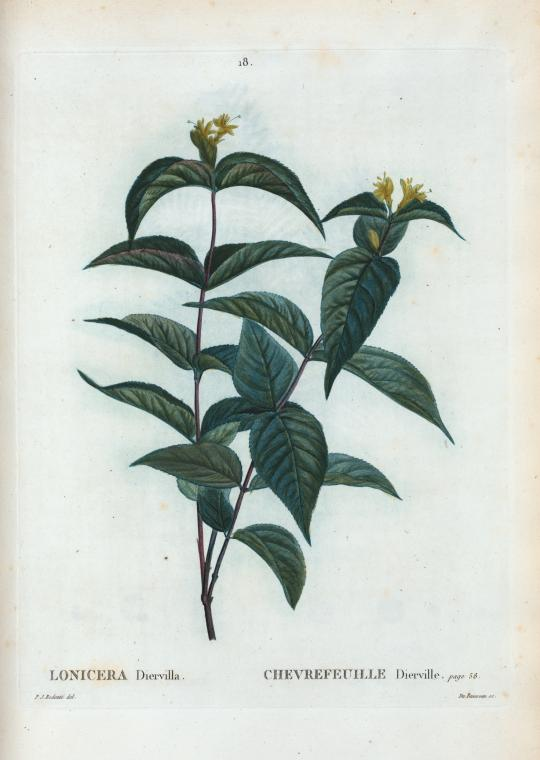
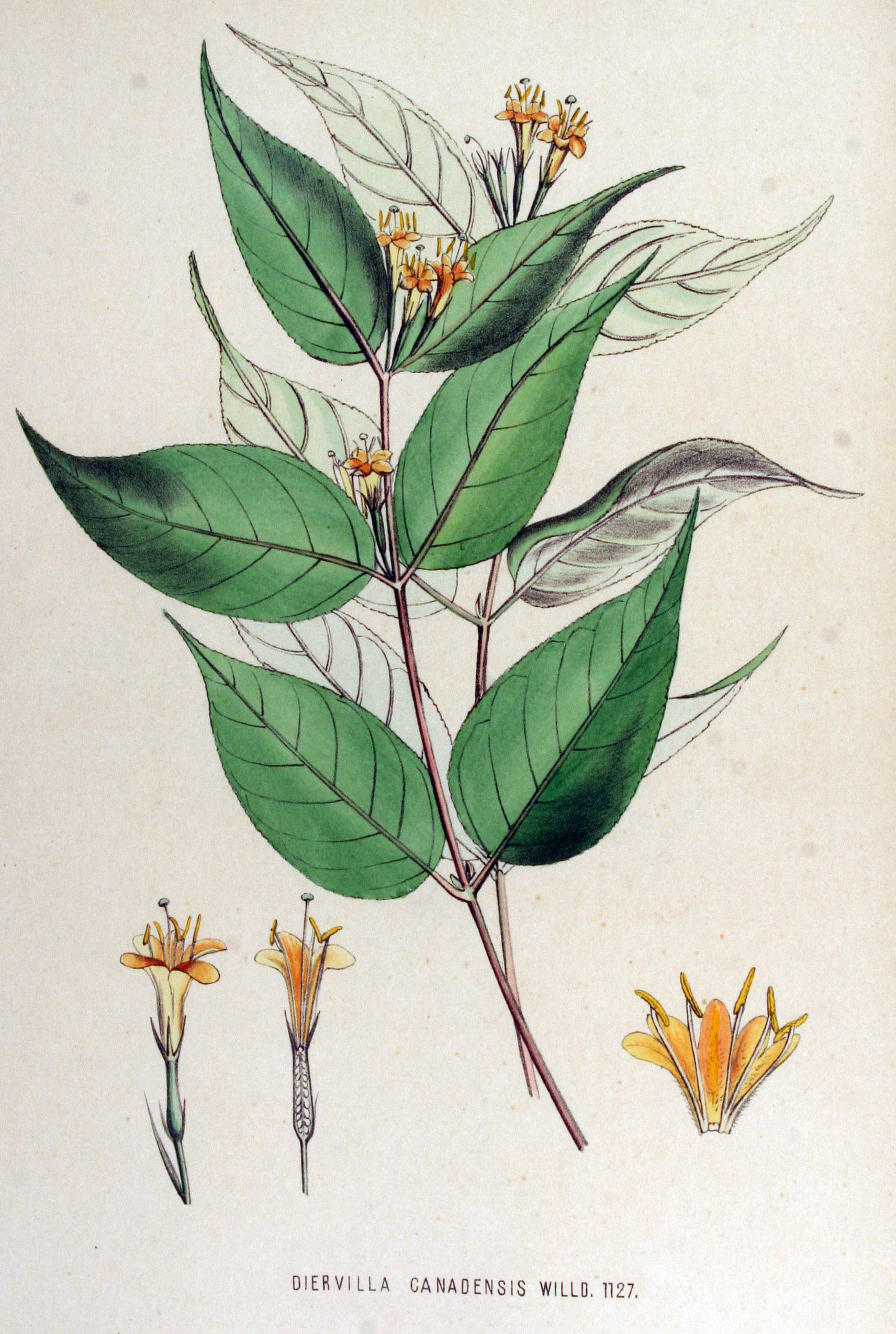
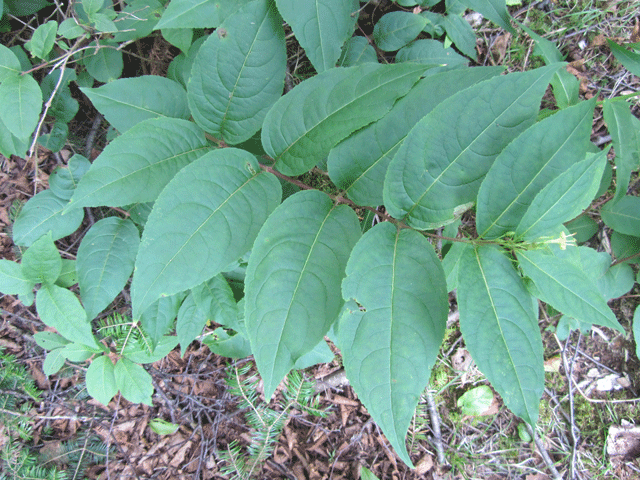
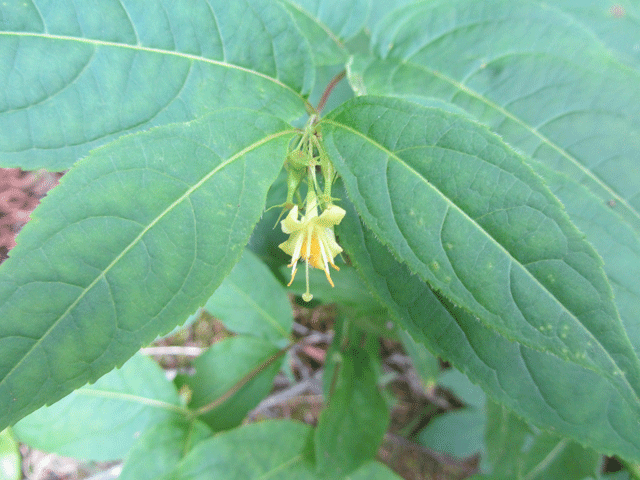